# Oscar Martínez
Oscar Martínez (Buenos Aires, 23 de octubre de 1949) es un actor, dramaturgo y director de escena argentino radicado en España. Recibió el Premio Konex-Diploma al Mérito 2021 por su trayectoria como actor de cine en la última década, el Konex de Platino en 2001 como actor de teatro y en 1991 como actor de comedia de cine y teatro.
En septiembre de 2016, con ocasión del 73.° Festival Internacional de Cine de Venecia, fue galardonado con la Copa Volpi al Mejor Actor por su interpretación en la película El ciudadano ilustre.
El 23 de noviembre de 2017 fue elegido académico de número de la Academia Argentina de Letras, con recepción pública celebrada el 6 de junio de 2019. Escribió varias obras teatrales: Ella en mi cabeza, que fue publicada, prologada por Santiago Kovadloff, recibió el premio ACE a la mejor comedia en 2005 y fue estrenada en diversos países; Días contados, que tiene prólogo de Carlos Ulanovsky y Pura ficción. También escribió el libro Ensayo general. Apuntes sobre el trabajo del actor, que es de carácter teórico.

## Trayectoria

### Cine
| Cine | Cine                                                    | Cine                       | Cine                   | Cine                         |
| Año  | Título                                                  | Personaje                  | País                   | Director                     |
| ---- | ------------------------------------------------------- | -------------------------- | ---------------------- | ---------------------------- |
| 1971 | La gran ruta                                            |                            | Argentina              | Fernando Ayala               |
| 1972 | El profesor tirabombas                                  | Olegario Belén             | Argentina              | Fernando Ayala               |
| 1974 | La tregua                                               | Jaime Santomé              | Argentina              | Sergio Renán                 |
| 1984 | La Rosales                                              | Enzo                       | Argentina              | David Lipszyc                |
| 1984 | Asesinato en el Senado de la Nación                     | Federico Pinedo            | Argentina              | Juan José Jusid              |
| 1985 | Contar hasta diez                                       | Ramón Vallejos             | Argentina              | Oscar Barney Finn            |
| 1985 | La cruz invertida                                       | Padre Carlos Samuel Torres | Argentina              | Mario David                  |
| 1986 | Soy paciente                                            |                            | Argentina              | Rodolfo Corral               |
| 1986 | Expreso a la emboscada                                  | Figueras                   | Argentina-Francia      | Gilles Béhat                 |
| 1987 | Los dueños del silencio                                 | Teniente Rodríguez         | Argentina              | Carlos Lemos                 |
| 1988 | Tango, Bayle nuestro                                    | Voz en off                 | Argentina              | Jorge Zanada                 |
| 1992 | ¿Dónde estás amor de mi vida que no te puedo encontrar? | Fernández                  | Argentina              | Juan José Jusid              |
| 1995 | No te mueras sin decirme adónde vas                     | Oscar                      | Argentina              | Eliseo Subiela               |
| 1998 | Cómplices                                               | Julio Romero               | Argentina              | Néstor Montalbano            |
| 2001 | Berlin is in Germany                                    | Enrique Cortés             | Alemania               | Hannes Stöhr                 |
| 2008 | El nido vacío                                           | Leonardo Vindel            | Argentina              | Daniel Burman                |
| 2014 | Relatos salvajes                                        | Mauricio                   | Argentina-España       | Damián Szifron               |
| 2015 | La patota                                               | Fernando                   | Argentina              | Santiago Mitre               |
| 2015 | El espejo de los otros                                  | Miguel Gutiérrez           | Argentina              | Marcos Carnevale             |
| 2016 | Kóblic                                                  | Comisario Velarde          | Argentina-España       | Sebastián Borensztein        |
| 2016 | Inseparables                                            | Felipe                     | Argentina              | Marcos Carnevale             |
| 2016 | El ciudadano ilustre                                    | Daniel Mantovani           | Argentina-España       | Mariano Cohn y Gastón Duprat |
| 2017 | Toc Toc                                                 | Federico                   | España                 | Vicente Villanueva           |
| 2018 | Las grietas de Jara                                     | Nelson Jara                | Argentina-España       | Nicolás Gil Lavedra          |
| 2019 | La misma sangre                                         | Elías                      | Argentina              | Miguel Cohan                 |
| 2019 | Yo, mi mujer y mi mujer muerta                          | Bernardo                   | Argentina-España       | Santi Amodeo                 |
| 2019 | El cuento de las comadrejas                             | Norberto Imbert            | Argentina              | Juan José Campanella         |
| 2019 | Tu me manques                                           | Jorge                      | Bolivia-Estados Unidos | Rodrigo Bellot               |
| 2019 | Vivir dos veces                                         | Emilio                     | España                 | María Ripoll                 |
| 2021 | Competencia oficial                                     | Iván Torres                | España-Argentina       | Mariano Cohn y Gastón Duprat |

### Televisión
| Programas | Programas                   | Programas             | Programas      |
| Año       | Título                      | Rol/Personaje         | Canal          |
| --------- | --------------------------- | --------------------- | -------------- |
| 1969-1971 | Cosa juzgada                |                       | Canal 11       |
| 1974      | Alta comedia                |                       | Canal 9        |
| 1975      | Tu rebelde ternura          | Diego Osorio          | Canal 13       |
| 1980      | El coraje de querer         | Roberto Ledezma       | Canal 9        |
| 1980      | Un día 32 en San Telmo      | Agustín               | Canal 9        |
| 1981      | Tengo calle                 | Piolita               | Canal 9        |
| 1982      | Los siete pecados capitales |                       | ATC            |
| 1983      | La tentación                | Manuel                | ATC            |
| 1985      | Entre el cielo y la tierra  |                       | ATC            |
| 1986      | Situación límite            | Director de colegio   | ATC            |
| 1987      | Ficciones                   |                       | ATC            |
| 1991      | Atreverse                   |                       | Telefe         |
| 1992-1993 | Luces y sombras             |                       | ATC            |
| 1993      | Cuenteros                   |                       | ATC            |
| 1994-1995 | Nueve lunas                 | Pedro Laurenti        | Canal 13       |
| 1996      | De poeta y de loco          | Santiago Monti        | Canal 13       |
| 1999      | El hombre                   | José Francisco Maciel | Canal 13       |
| 2000      | El comisario                |                       | Telecinco      |
| 2000-2001 | Ilusiones                   | Félix Figueroa        | Canal 13       |
| 2001      | Tiempo final                | Sergio                | Telefe         |
| 2011      | El Puntero                  | El Dogo Caruso        | Canal 13       |
| 2012      | Condicionados               | Dicky Cocker          | Canal 13       |
| 2014-2015 | Noche y día                 | Guillermo Inchausti   | Canal 13       |
| 2024      | Bellas Artes                | Antonio Dumas         | Star+          |
| 2024      | Galgos                      | Gonzalo Díaz          | Movistar Plus+ |

### Teatro
| Obra      | Obra                                  | Obra                    | Obra |
| Año       | Título                                | Rol                     |      |
| --------- | ------------------------------------- | ----------------------- | ---- |
| 1970      | El avión negro                        |                         |      |
| 1971      | Cremona                               |                         |      |
| 1976      | Largo viaje hacia la noche            |                         |      |
| 1977      | Casas de vi udos                      | Harry                   |      |
| 1977      | Casamiento entre vivos y muertos      |                         |      |
| 1977-1978 | Mustafá                               |                         |      |
| 1978-1979 | El zoo de cristal                     | Tom                     |      |
| 1981      | El jardín de los cerezos              |                         |      |
| 1981      | Encantada de conocerlo                |                         |      |
| 1982      | La malasangre                         |                         |      |
| 1983      | Amadeus                               | Wolfgang Amadeus Mozart |      |
| 1985      | Yo me bajo en la próxima... ¿Y usted? |                         |      |
| 1986-1988 | El último de los amantes ardientes    |                         |      |
| 1988-1990 | El protagonista                       |                         |      |
| 1991-1992 | Locos de contentos                    |                         |      |
| 1993      | Relaciones peligrosas                 |                         |      |
| 1995      | La noche de la iguana                 |                         |      |
| 1998-2000 | ART                                   |                         |      |
| 2001      | Variaciones enigmáticas               |                         |      |
| 2002-2004 | ART                                   |                         |      |
| 2005-2007 | Ella en mi cabeza                     | Autor y director        |      |
| 2006-2007 | Días contados                         | Autor y director        |      |
| 2008      | Dos menos                             | Director                |      |
| 2009      | Pura ficción                          |                         |      |
| 2010-2011 | El descenso del Monte Morgan          |                         |      |
| 2012      | Todos felices                         | Director                |      |
| 2013      | Amadeus                               | Antonio Salieri         |      |

## Premios y nominaciones

### Premios de cine
| Premios Cóndor de Plata | Premios Cóndor de Plata | Premios Cóndor de Plata                                 | Premios Cóndor de Plata | Premios Cóndor de Plata |
| Año                     | Categoría               | Trabajo Nominado                                        | Resultado               | Ref.                    |
| ----------------------- | ----------------------- | ------------------------------------------------------- | ----------------------- | ----------------------- |
| 1985                    | Mejor actor de reparto  | Asesinato en el Senado de la Nación                     | Ganador                 |                         |
| 1993                    | Mejor actor             | ¿Dónde estás amor de mi vida que no te puedo encontrar? | Nominado                | [ 7 ]                   |
| 2009                    | Mejor actor             | El nido vacío                                           | Ganador                 | [ 8 ]                   |
| 2015                    | Mejor actor de reparto  | Relatos salvajes                                        | Ganador                 | [ 9 ]                   |
| 2017                    | Mejor actor             | El ciudadano ilustre                                    | Ganador                 | [ 10 ]                  |

| Premios Sur | Premios Sur | Premios Sur          | Premios Sur | Premios Sur |
| Año         | Categoría   | Trabajo Nominado     | Resultado   | Ref.        |
| ----------- | ----------- | -------------------- | ----------- | ----------- |
| 2008        | Mejor actor | El nido vacío        | Ganador     | [ 11 ]      |
| 2014        | Mejor actor | Relatos salvajes     | Ganador     | [ 12 ]      |
| 2016        | Mejor actor | El ciudadano ilustre | Ganador     | [ 13 ]      |

| Premios Platino | Premios Platino | Premios Platino      | Premios Platino | Premios Platino |
| Año             | Categoría       | Trabajo Nominado     | Resultado       | Ref.            |
| --------------- | --------------- | -------------------- | --------------- | --------------- |
| 2017            | Mejor actor     | El ciudadano ilustre | Ganador         | [ 14 ]          |

| Festival Internacional de Cine de Venecia | Festival Internacional de Cine de Venecia | Festival Internacional de Cine de Venecia | Festival Internacional de Cine de Venecia | Festival Internacional de Cine de Venecia |
| Año                                       | Categoría                                 | Trabajo Nominado                          | Resultado                                 | Ref.                                      |
| ----------------------------------------- | ----------------------------------------- | ----------------------------------------- | ----------------------------------------- | ----------------------------------------- |
| 2016                                      | Mejor actor                               | El ciudadano ilustre                      | Ganador                                   | [ 15 ]                                    |

| Festival Internacional de Cine de San Sebastián | Festival Internacional de Cine de San Sebastián | Festival Internacional de Cine de San Sebastián | Festival Internacional de Cine de San Sebastián | Festival Internacional de Cine de San Sebastián |
| Año                                             | Categoría                                       | Trabajo Nominado                                | Resultado                                       | Ref.                                            |
| ----------------------------------------------- | ----------------------------------------------- | ----------------------------------------------- | ----------------------------------------------- | ----------------------------------------------- |
| 2008                                            | Mejor actor                                     | El nido vacío                                   | Ganador                                         | [ 16 ]                                          |

| Festival de Málaga Cine en Español | Festival de Málaga Cine en Español | Festival de Málaga Cine en Español | Festival de Málaga Cine en Español | Festival de Málaga Cine en Español |
| Año                                | Categoría                          | Trabajo Nominado                   | Resultado                          | Ref.                               |
| ---------------------------------- | ---------------------------------- | ---------------------------------- | ---------------------------------- | ---------------------------------- |
| 2016                               | Mejor actor de reparto             | Kóblic                             | Ganador                            | [ 17 ]                             |
| 2019                               | Mejor actor                        | Yo, mi mujer y mi mujer muerta     | Ganador                            | [ 18 ]                             |

| Premio Iberoamericano de Cine Fénix | Premio Iberoamericano de Cine Fénix | Premio Iberoamericano de Cine Fénix | Premio Iberoamericano de Cine Fénix | Premio Iberoamericano de Cine Fénix |
| Año                                 | Categoría                           | Trabajo Nominado                    | Resultado                           | Ref.                                |
| ----------------------------------- | ----------------------------------- | ----------------------------------- | ----------------------------------- | ----------------------------------- |
| 2017                                | Premio Fénix al mejor actor         | El ciudadano ilustre                | Ganador                             | [ 19 ]                              |

### Premios de televisión
| Premios Martín Fierro | Premios Martín Fierro | Premios Martín Fierro | Premios Martín Fierro | Premios Martín Fierro |
| Año                   | Categoría             | Trabajo Nominado      | Resultado             | Ref.                  |
| --------------------- | --------------------- | --------------------- | --------------------- | --------------------- |
| 1994                  | Mejor actor           | Nueve lunas           | Nominado              | [ 20 ]                |
| 1995                  | Mejor actor           | Nueve lunas           | Ganador               | [ 21 ]                |
| 1996                  | Mejor actor de drama  | De poeta y de loco    | Nominado              | [ 22 ]                |

| Premios Tato | Premios Tato            | Premios Tato     | Premios Tato | Premios Tato |
| Año          | Categoría               | Trabajo Nominado | Resultado    | Ref.         |
| ------------ | ----------------------- | ---------------- | ------------ | ------------ |
| 2012         | Mejor actor de unitario | Condicionados    | Nominado     | [ 23 ]       |

### Premios de trayectoria
| Premios Konex | Premios Konex                        | Premios Konex     | Premios Konex | Premios Konex |
| Año           | Categoría                            | Trabajo Nominado  | Resultado     |               |
| ------------- | ------------------------------------ | ----------------- | ------------- | ------------- |
| 1991          | Mejor actor de comedia cine y teatro | Período 1981-1990 | Ganador       |               |
| 2001          | Mejor actor de teatro                | Período 1991-2000 | Ganador       |               |
| 2021          | Mejor actor de cine                  | Período 2011-2020 | Ganador       |               |